# Christian Nowotny
Christian Nowotny (* 23. Juli 1950 in Wien; † 20. Juni 2023) war ein österreichischer Rechtswissenschafter.

## Leben
Nach der Promotion zum Dr. iur. 1973 an der Universität Wien und der Habilitation 1985 aus Handels- und Wertpapierrecht an der Wirtschaftsuniversität Wien war er dort bis zu seiner Emeritierung Professor für Unternehmensrecht.
Christian Nowotny war stellvertretender Vorsitzender des Austrian Financial Reporting and Auditing Committee (AFRAC).
Nowotny war 1999–2022 im Aufsichtsrat der Andritz AG, ab 2015 Aufsichtsratsvorsitzender.

## Schriften (Auswahl)
- Funktion der Rechnungslegung im Handels- und Gesellschaftsrecht. Wien 1987, ISBN 3-85428-086-6.
- Grundprobleme und Stellung der Stiftung in der österreichischen Rechtsordnung. Vortrag, gehalten vor der Niederösterreichischen Juristischen Gesellschaft in Ottenstein am 20. Juni 2001. Wien 2001, ISBN 3-7007-2139-0.
- mit Stefan Fida: Kapitalgesellschaftsrecht, Umgründungsrecht, Übernahmerecht. Wien 2015, ISBN 3-214-09691-5.
- mit Susanne Kalss und Martin Schauer: Österreichisches Gesellschaftsrecht. Systematische Darstellung sämtlicher Rechtsformen. Wien 2017, ISBN 3-214-14299-2.